# Resolució 2215 del Consell de Seguretat de les Nacions Unides
La Resolució 2215 del Consell de Seguretat de les Nacions Unides fou adoptada per unanimitat el 2 d'abril de 2015. Després d'escoltar la proposta del Secretari General Ban Ki-moon, el Consell acorda reprendre la retirada gradual de la Missió de les Nacions Unides a Libèria (UNMIL).

## Contingut
El govern de Libèria, les organitzacions internacionals i els Estats membres havien fet un bon treball de lluita contra el brot d'ebola.
El Consell va decidir en 2012 que la força de pau de la UNMIL a Libèria es reduís entre agost de 2012 i juliol de 2015. Com a conseqüència del brot d'ebola, aquesta retirada gradual es va ajornar el setembre de 2014 fins a un nou avís. Un cop sota control l'epidèmia a principis de 2015 el Secretari General va proposar reprendre la retirada.
El Consell de Seguretat va acceptar començar la tercera fase de la retirada. A més, el nombre màxim de soldats al setembre l'any 2015 va haver de ser reduït a 3.590 i el nombre màxim de personal de la policia a 1.515. El Consell espera que Libèria assumeixi plenament la seva responsabilitat en seguretat abans del 30 de juny de 2016.